# Владимирське (Нижньогородська область)
Владимирське (рос. Владимирское) — село в Воскресенському районі Нижньогородської області Російської Федерації.
Населення становить 696 осіб. Входить до складу муніципального утворення Владимирська сільрада.

## Історія
Від 2009 року входить до складу муніципального утворення Владимирська сільрада.

## Населення
| 1999 | 2002 | 2010 |
| ---- | ---- | ---- |
| 689  | ↗708 | ↘696 |